# Imunitate de turmă
Imunitatea de turmă, numită și imunitate de grup sau imunitate colectivă, poate fi definită ca fiind capacitatea unui grup de a rezista unei infecții, spre care o mare parte din membrii grupului sunt imuni, fie prin vaccinare sau prin unei infecții anterioare, reducând astfel probabilitatea de infecție pentru indivizii care n-au această imunitate.

Caseta de sus arată un focar într-o populație în care sunt infectați câțiva indivizi (afișați în roșu), iar restul sunt sănătoși, dar neimunizați (afișați în albastru); boala se răspândește liber prin populație. Caseta din mijloc prezintă o populație în care un număr mic a fost imunizat (indicat în galben); cei neimunizați se infectează, în timp ce cei imunizați nu. În caseta de jos, o mare parte din populație a fost imunizată; acest lucru împiedică răspândirea semnificativă a bolii, inclusiv la persoanele neimunizate. În primele două exemple, majoritatea indivizilor sănătoși neimunizați se infectează, în timp ce în exemplul de jos doar o pătrime din indivizii sănătoși neimunizați se infectează.

Este o formă de protecție indirectă care apare atunci când o parte semnificativă a unei populații (turma) a dezvoltat anticorpi specifici împotriva unui agent infecțios (fie anticorpi ce s-au dezvoltat după depășirea bolii fie după vaccinare): prezența anticorpilor într-o mare parte din populație ajunge să ofere protecție chiar și persoanelor care nu au dezvoltat direct imunitatea.
Unii indivizi nu pot deveni imuni din cauza unor afecțiuni medicale, cum ar fi imunodeficiența sau imunosupresia, iar pentru acest grup imunitatea de turmă este o metodă crucială de protecție. Odată ce pragul de imunitate de turmă a fost atins, boala dispare treptat dintr-o populație.

## Răspândirea epidemiilor
Răspândirea unei epidemii depinde de numărul de contacte și transmisii ale bolii între infectați și susceptibili.
Conform principiului imunității de turmă, în bolile infecțioase lanțul de infecție poate fi întrerupt atunci când un număr mare de membri ai populației sunt imuni sau nu sunt sensibili la boală. Imunitatea produsă de diferite boli infecțioase sau vaccinuri poate fi permanentă, parțială sau temporară.
Cu cât procentul de persoane rezistente este mai mare, cu atât este mai puțin probabil ca un individ sensibil să intre în contact cu agentul patogen (cum ar fi un virus). Dacă agentul patogen nu găsește subiecți receptivi disponibili, acesta circulă mai puțin, reducând astfel riscul general în grup.
Procentul de indivizi imuni care previn răspândirea unei boli infecțioase într-un mod epidemic este numit „pragul de imunitate al turmei”, așa-zisul HIT (acronimul englez pentru Herd Immunity Threshold). Prin creșterea numărului de indivizi imuni, probabilitatea de contact între indivizii infectați și cei sensibili este redusă. Dacă procentul imunitar în populație este mai mare decât HIT, boala epidemică poate fi considerată conținută sau eliminată.
Planurile globale de acoperire a vaccinărilor pot atinge obiectivul eradicării bolii, adică eliminarea completă și permanentă, așa cum a fost cazul cu variola.
Imunitatea de turmă nu este un fenomen static. De exemplu, vaccinările cu imunitate în scădere necesită intervenții de rapel în timp pentru a menține imunitatea.

### Presiunea evolutivă
Imunitatea de turmă exercită însăși o presiune evolutivă asupra unor viruși, influențând evoluția virală și încurajând răspândirea acelor variante, numite „mutanți de evadare”, care sunt capabili să „se sustragă” imunității de turmă.
La nivel molecular, virușii scapă de imunitatea turmei prin deriva antigenică, care se întâmplă atunci când mutațiile se acumulează în porțiunea genomului viral care codifică antigenul de suprafață al virusului, de obicei o proteină capsidă a virusului, producând o modificare a epitopului viral. Alternativ, reasortarea unor segmente separate ale genomului viral sau a schimbării antigenice, care este mai frecventă atunci când există mai multe tulpini în circulație, poate produce, de asemenea, serotipuri noi.
Când apare unul dintre aceste fenomene, celulele T nu mai recunosc virusul și oamenii nu sunt imuni la tulpina circulantă dominantă.
Atât pentru gripă, cât și pentru norovirus, o cauză frecventă de gastroenterită, epidemiile induc imunitate temporară până când apare o nouă tulpină dominantă, provocând valuri succesive de epidemii.
Deoarece această posibilă evoluție reprezintă o provocare pentru strategiile de vaccinare, se dezvoltă vaccinuri „universale” capabile să ofere protecție dincolo de un serotip specific.

## Istoria medico-științifică
Prima publicație științifică care folosește în mod explicit termenul „imunitate de turmă” pare să fi fost un studiu publicat în 1923 de Topley și Wilson intitulat „The spread of bacterial infection: the problem of herd immunity” („Răspândirea infecției bacteriene: problema imunității de turmă”).
Faptul că prezența indivizilor imuni ar putea oferi protecție indirectă celorlalți a fost recunoscut cu aproape un secol mai devreme de Farr în studiile sale privind răspândirea rujeolei la Londra. Deși Edward Jenner și Louis Pasteur au emis deja ipoteza cum vaccinările ar putea eradica o boală, numai cu studiile lui Ross asupra dinamicii malariei s-a definit că eliminarea sau eradicarea unei boli nu era necesară pentru a avea o populație total imună, dar așa cum era suficient ca probabilitatea transmiterii să fie sub un anumit prag.
Abia în 1971 a fost publicat un studiu care, pe baza modelului matematic Reed-Frost, a făcut posibilă estimarea pragului minim pentru imunitatea de turmă.

### Evidența științifică
Deși diverse studii au evidențiat plauzibilitatea sa, în prezent este dificil de demonstrat în mod direct existența imunității de turmă; cu toate acestea, existența sa poate fi demonstrată indirect de cazuri precum cel al eradicării rabiei în Germania.
Rabia este o boală infecțioasă virală care provoacă inflamații severe ale creierului, care duce în general la moartea subiectului. Boala este răspândită în diferite zone ale lumii și este endemică în viața sălbatică a unor zone: rezervorul preferat al virusului este reprezentat de canide (vulpi, lupi, coioți), lilieci, manguste etc. Transmiterea are loc de obicei prin mușcătură sau contact între subiectul sănătos și saliva, care conține virusul, a celui infectat. De asemenea, rabia circulă printre unele animale de companie, cum ar fi câinii, pisicile și animalele de fermă, care în majoritatea cazurilor sunt infectați cu o mușcătură de la un animal sălbatic bolnav: la rândul lor, animalele de companie pot mușca și infecta inclusiv oamenii.
În Germania, între 1981 și 2005, au fost înregistrate nouă decese de persoane cauzate de rabie, dintre care cel puțin două au fost atribuite mușcăturilor de animale infectate pe teritoriul german. O analiză a prevalenței bolii în rândul animalelor sălbatice și domestice a relevat existența a 10.634 indivizi infectați în 1977 și 10.484 în 1981. Guvernul federal german a decis să intervină la rădăcină problemei cu o vaccinare în masă a populației de vulpi din Germania, deoarece simpla vaccinare a oamenilor și a animalelor domestice ar fi împiedicat răspândirea virusului în aceste două populații, dar nu și în rândul animalelor sălbatice, care la rândul lor, ar fi putut mușca subiecți care din diferite motive nu fuseseră vaccinați. Programele de vaccinare au început în 1983 în Republica Federală Germania și în Germania de Est în 1989, la un cost estimat la aproximativ 100 de milioane de euro. Pentru administrarea vaccinului la specimene sălbatice, au fost folosite mâncăruri pentru animale tratate corespunzător, care au fost dispersate în zonele împădurite, astfel încât animalele să le mănânce.
În câțiva ani, numărul animalelor infectate a scăzut, înjumătățindu-se în șapte ani și aproape la zero la începutul anilor 2000 (trei cazuri au fost raportate în 2006). În 2008, Organizația Mondială pentru Sănătate Animală a declarat că rabia a fost eradicată complet în Germania: nu există alte cauze care să explice reducerea prevalenței rabiei în populația de animale sălbatice, cum ar fi condițile igienice mai bune în cadrul populației animale, dar care nu pot explica o scădere atât de drastică. Singura explicație plauzibilă rămâne utilizarea în masă a vaccinului și imunitatea de turmă care a apărut.

## Eficacitatea
Pragul minim al imunității de turmă variază în funcție de agentul patogen luat în considerare: pentru cei cu difuzie mai mare, se ia în considerare 95%, ceea ce este echivalent cu necesitatea de a avea un contact infecțios, adică un contact adecvat pentru transmiterea potențială a bolii infecțioase, cu cel puțin 20 de persoane pentru a avea probabilitatea de infecție care ar fi trebuit să apare înainte de vaccinarea grupului. Factorul 20 de reducere a riscului este considerat în statistici suficient pentru a garanta în mod rezonabil că riscul a fost redus cu cel puțin un ordin de mărime.
Utilitatea generală a vaccinării de grup este mult mai mare decât vaccinarea directă, deoarece, devenind indivizi vulnerabili mai rari și făcând dificilă transmiterea între ei, se poate realiza dispariția unei întregi tulpini infecțioase, chiar dacă anterior a fost endemică în acel grup sau în acea specie.
Comparativ cu imunitatea individuală, imunitatea de grup oferă două avantaje suplimentare: transmisibilitate redusă și reducerea tulpinii infecțioase. Prin urmare, statistic, se obțin efecte care pot fi estimate în cel puțin trei ordine de mărime asupra reducerii riscului de contagiune a individului unic, protejând și persoanele nevaccinate, care nu se pot vaccina și cei care nu au dezvoltat imunitate totală după vaccinare.
Imunitatea de turmă se referă numai la bolile transmisibile de la individ la individ, prin urmare nu găsește aplicarea pentru boli precum tetanosul.

### Calculul pragului minim de imunitate la efectiv
| Estimări ale R0 și HIT ale unor boli contagioase:                                        | Estimări ale R0 și HIT ale unor boli contagioase: | Estimări ale R0 și HIT ale unor boli contagioase: | Estimări ale R0 și HIT ale unor boli contagioase: |
| Boală                                                                                    | Transmitere                                       | R 0                                               | HIT                                               |
| ---------------------------------------------------------------------------------------- | ------------------------------------------------- | ------------------------------------------------- | ------------------------------------------------- |
| Rujeolă                                                                                  | Aeropurtat                                        | 12-18                                             | 92-95%                                            |
| Tusea convulsivă                                                                         | Picături respiratorii                             | 12–17                                             | 92-94%                                            |
| Difterie                                                                                 | Salivă                                            | 6-7                                               | 83-86%                                            |
| Rubeolă                                                                                  | Picături respiratorii                             | 3,5–6,0                                           | 71–83%                                            |
| Variolă                                                                                  | Picături respiratorii                             | 5-7                                               | 80-86%                                            |
| COVID-19 (varianta Delta)                                                                | Picături respiratorii și aeropurtat               | 10-12                                             | 90–92%                                            |
| Polio                                                                                    | fecal-orală                                       | 5–7                                               | 80–86%                                            |
| Parotidită                                                                               | Picături respiratorii                             | 4-7                                               | 75-86%                                            |
| SARS 2004                                                                                | Picături respiratorii                             | 2-5                                               | 50-80%                                            |
| Varicelă                                                                                 | Aeropurtat                                        | 10-12                                             | 90–92%                                            |
| COVID-19 (varianta Alpha)                                                                | Picături respiratorii și aeropurtat               | 4-5                                               | 75–80%                                            |
| Gripa porcină (tulpina pandemiei din 2009)                                               | Picături respiratorii                             | 1,58                                              | 37%                                               |
| Ebola                                                                                    | Fluide corporale                                  | 1,5–2,5                                           | 33-60%                                            |
| COVID-19 (varianta ancestrală)                                                           | Picături respiratorii și aeropurtat               | 2,87                                              | 65%                                               |
| Gripe sezoniere                                                                          | Aeropurtat                                        | 1,5–1,8                                           | 33-44%                                            |
| Legenda: HIT: Pragul minim pentru imunitatea de turmă R0: Numărul de reproducere de bază |                                                   |                                                   |                                                   |

Pragul minim de imunitate de turmă poate fi calculat folosind {\displaystyle R_{0}}, numărul de reproducere de bază, adică numărul mediu de infecții noi cauzate de fiecare caz într-o populație complet sensibilă, care este omogenă sau diferită, adică acolo unde este se consideră că fiecare individ poate intra în contact cu un alt individ sensibil din populație.
Deoarece {\displaystyle S} este proporția populației susceptibile la infecție, avem:
{\displaystyle \ R_{0}\cdot S=1.}
{\displaystyle S} poate fi scris ca {\displaystyle (1-p)} , fiind  p  proporția populației imune. Deci avem:
{\displaystyle p+S=1}. Prin urmare, prima ecuație poate fi rearanjată pentru a obține „p” după cum urmează:
{\displaystyle \ R_{0}\cdot (1-p)=1,}  →  {\displaystyle 1-p={\frac {1}{R_{0}}},}  →  {\displaystyle p=1-{\frac {1}{R_{0}}}.}

ultimul p poate fi denumit pc, deoarece reprezintă proporția critică a populației imune necesare pentru a opri transmiterea bolii și reprezintă „pragul de imunitate de turmă”. R0 reprezintă o măsură a contagiozității, prin urmare, valorile R0 mai mici sunt asociate cu valori HIT mai mici, în timp ce valorile R0 mai mari, adică pentru bolile foarte contagioase, duc la valori HIT mai mari. De exemplu, HIT pentru o boală cu un R0 de 2 este teoretic doar de 50%, în timp ce într-o boală cu un R0 de 10, HIT-ul teoretic este de 90%. 
Aceste calcule presupun că întreaga populație este sensibilă, ceea ce înseamnă că niciun individ nu este imun la boală. De fapt, proporții variate ale populației sunt imune la o anumită boală la un moment dat. Pentru a explica acest lucru, numărul reproductiv real Re, numărul mediu de infecții cauzate la momentul t, poate fi găsit prin înmulțirea R0 cu fracția din populația care este încă susceptibilă. Când Re este redus și menținut sub 1, numărul cazurilor care apar la populație scade treptat până la eliminarea bolii. Dacă ponderea populației imune depășește HIT-ul acelei boli, numărul cazurilor este redus într-un ritm mai rapid, și este mai puțin probabil ca epidemiile să apară, iar epidemiile care apar sunt mai mici decât ar fi altfel. Dacă Re crește peste 1, atunci boala nu este nici într-o stare stabilă, nici nu scade în incidență, dar se răspândește activ în populație și infectează mai mulți oameni decât de obicei. Un model diferit prezice că populațiile nu sunt omogene și că sunt mai bine descrise ca rețele sociale eterogene, deoarece indivizii tind să se grupeze, reușind să intre în contact / infecteze un număr limitat și variabil de alte persoane apropiate lor. În aceste rețele, transmisia are loc numai între cei care sunt apropiați geografic sau fizic unul de celălalt. Este probabil ca forma și dimensiunea unei rețele să schimbe incidența HIT și a bolii.
În populațiile eterogene, R0 este considerat ca o măsură a numărului de cazuri generate de o persoană infecțioasă "tipică" și depinde de modul în care indivizii dintr-o rețea interacționează între ei. Interacțiunile din cadrul unei rețele sunt mai frecvente decât interacțiunile dintre diferite rețele. Mai multe rețele conectate transmit boala mai ușor, rezultând un R0 mai mare și un HIT mai mare decât ar fi necesar într-o rețea mai puțin conectată. În rețelele care aleg să nu devină imune sau care nu sunt suficient de imunizate, bolile pot persista în ciuda faptului că sunt eliminate în rețelele adiacente cu un procent mai mare de imunități.